# 랑나우임에멘탈
랑나우임에멘탈(독일어: Langnau im Emmental)은 스위스 베른주에 있는 에멘탈구에 있는 시정촌이다. 이곳은 베른과 루체른 사이의 상부 에멘탈에 위치해 있다.
랑나우는 약 9,000명의 주민을 보유하고 있으며, 이 지역에서 가장 중요한 시장 장소이다. 그것은 구불구불한 언덕 사이에 자리 잡고 있다. 평균 온도는 7.1°C이고, 평균 강수량은 1,371mm이다. 이 마을은 스위스에서 가장 햇볕이 잘 드는 곳 중 하나로, 안개가 거의 없다.

## 역사

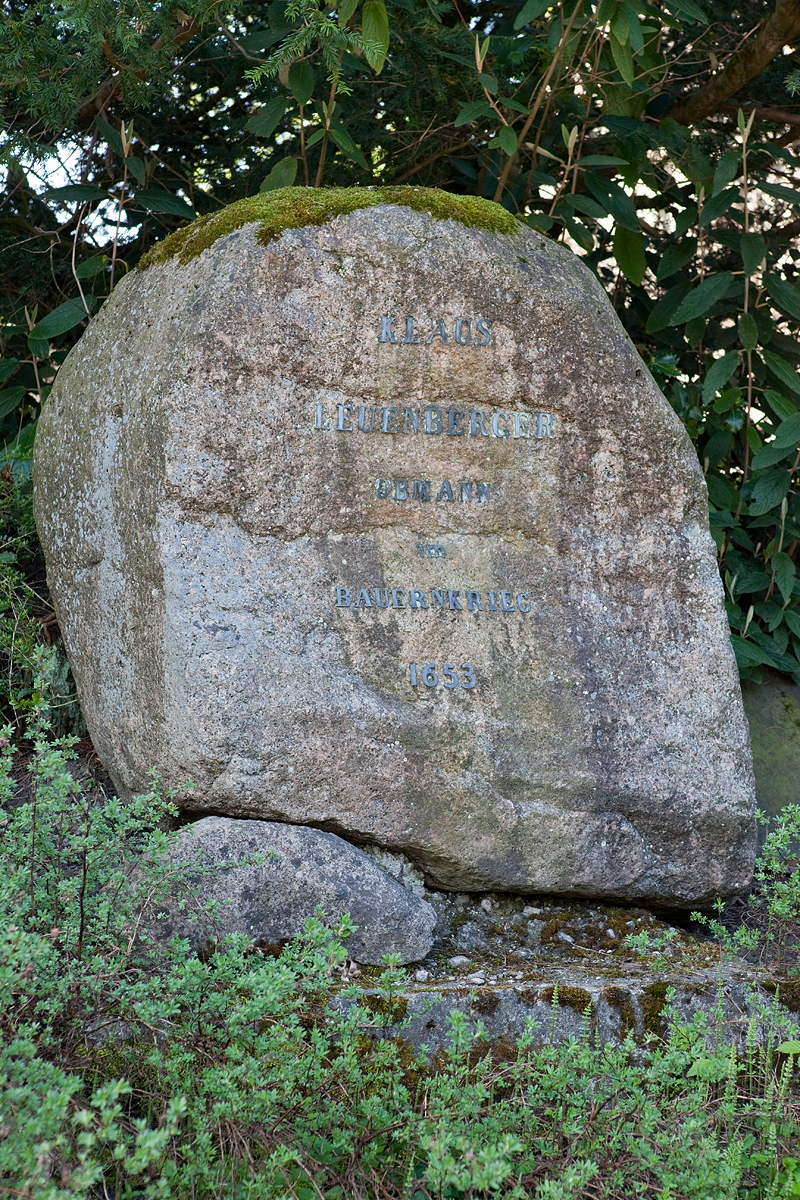
농민 봉기의 지도자 클라우스 루엔베르거 기념관

약 11 세기에 독일이 이주하기 전에 인간 거주자의 흔적은 없다. 랑나우(긴 목초지 / 초원을 의미하는 독일어 랑게 아우(lange Au) 또는 랑그노우(Lanngnouw)라는 이름의 첫 번째 언급은 1139년으로 거슬러 올라간다. 1246년에 그것은 Langenowe로 언급되었다.
에멘탈의 다른 마을과 마찬가지로 랑나우는 홍수의 위험 때문에 강을 따라 지어지지 않았다. 대신, 그것은 에메로 흐르는 시냇물 중 하나를 따라 더 높은 땅에 지어졌다.
가장 초기의 고귀한 지주들은 키부르크 가문이었던 것 같다. 요새는 스피츠엔베르크의 남작들에 의해 골의 스핏제네그 언덕에 세워졌다. 이 요새화는 1300년 루돌프 폰 합스부르크의 아들들에게 팔렸다. 베네딕토회 수도원은 1130년 트럽에 설립되었으며, 많은 토지의 소유권을 보유했다.
스위스 연방이 합스부르크의 공작 레오폴트 3세가 이끄는 군대를 격파한 1386년 젬파흐 전투 이후, 베른은 이 지역에 대한 그들의 권위를 확립했다. 그러나 루체른에서 당국과 계속 충돌했다. 1528년, 베른은 개신교를 전체 지역에 강요했다.
1653년, 30년 전쟁이 끝난 후 경제 위기와 아나뱁티스트(메노나이트)의 박해로 인해 농민들의 봉기가 일어났다. 봉기는 진압되었고, 박해는 1730년경까지 계속되었다. 많은 아나뱁티스트들은 쥐라산맥에 정착하기 위해 이 지역을 떠났다.
18 세기에 랑나우는 캔버스와 치즈 무역의 중요한 중심지였다. 그것은 부르그도르프를 포함하여 이 지역의 다른 어떤 도시보다 컸다. 철도는 베른에서 1864년 랑나우에 도착했고, 1875년에 루체른까지 계속되었다. 1882년 고트하르트선이 개통되면서 랑나우를 통과하는 노선은 1913년 뢰치베르크 터널이 개통될 때까지 남쪽으로 가는 가장 빠른 진입로가 되었다.

## 지리

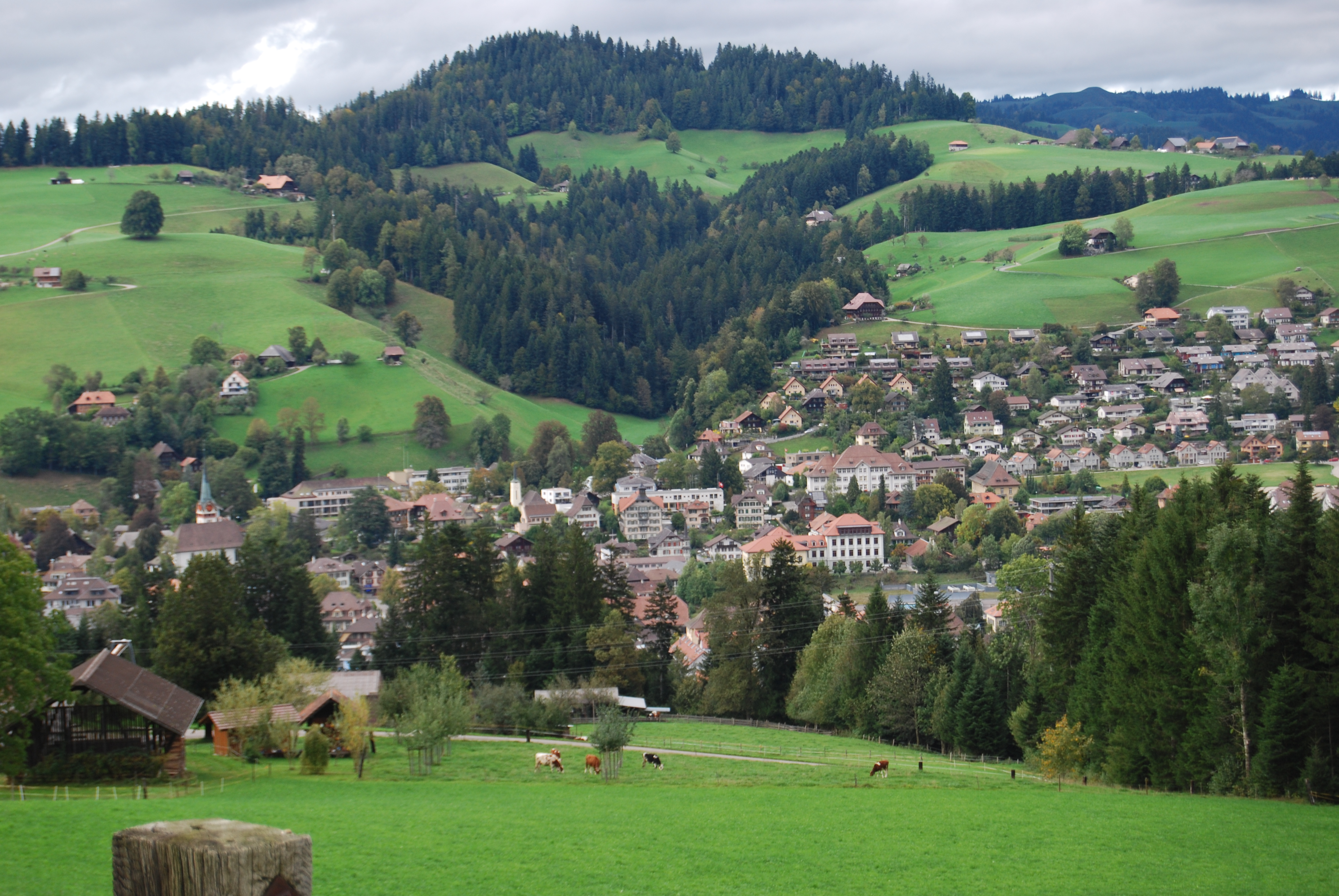
랑나우 마을

랑나우임에멘탈의 면적은 48.36 k㎡이다. 2012년 현재 총 24.14 k㎡ (49.9%)가 농업 목적으로 사용되고, 20.34 k㎡ (42.0%)가 숲이 우거져 있다. 시정촌의 나머지 부분은 3.67 k㎡(7.6%)가 정착 (건물 또는 도로), 0.21 k㎡ (0.4%)는 강이나 호수이고, 0.11 k㎡(0.2%)는 비생산적인 땅이다.
같은 해 동안 주택과 건물은 4.0%, 교통 인프라는 2.3%를 차지했다. 전체 토지 면적의 39.3%는 숲이 무겁고 2.7%는 과수원 또는 작은 나무 무리로 덮여 있다. 농경지 중 9.2%는 작물 재배에 사용되며, 33.6%는 목초지이며, 1.1%는 과수원 또는 포도나무 작물에 사용되고 6.0%는 고산 목초지로 사용된다. 지자체의 모든 물이 흐르고 있다.
널리 퍼져있는 시정촌은 일피스강의 양쪽에 위치하며, 나프산까지 뻗어 있다. 그것은 랑나우임에멘탈 마을과 랑나우 본당의 일곱 부분을 구성하는 마을로 구성되어 있다. 랑나우임에멘탈 마을과 랑나우 교구의 7개 부분을 이루는 마을, 랑나우-도르프, 프리텐바흐, 일피스, 휘너바흐, 그로스비르텔(베라우 포함), 리게넨 및 고흘 등 20여 개의 고산지대 목초지로 이루어져 있다.
2009년 12월 31일 지자체의 이전 구인 암츠베치르크 지크나우가 해산되었다. 다음 날인 2010년 1월 1일, 새로 창설된 에멘탈구에 합류했다.

## 인구 통계

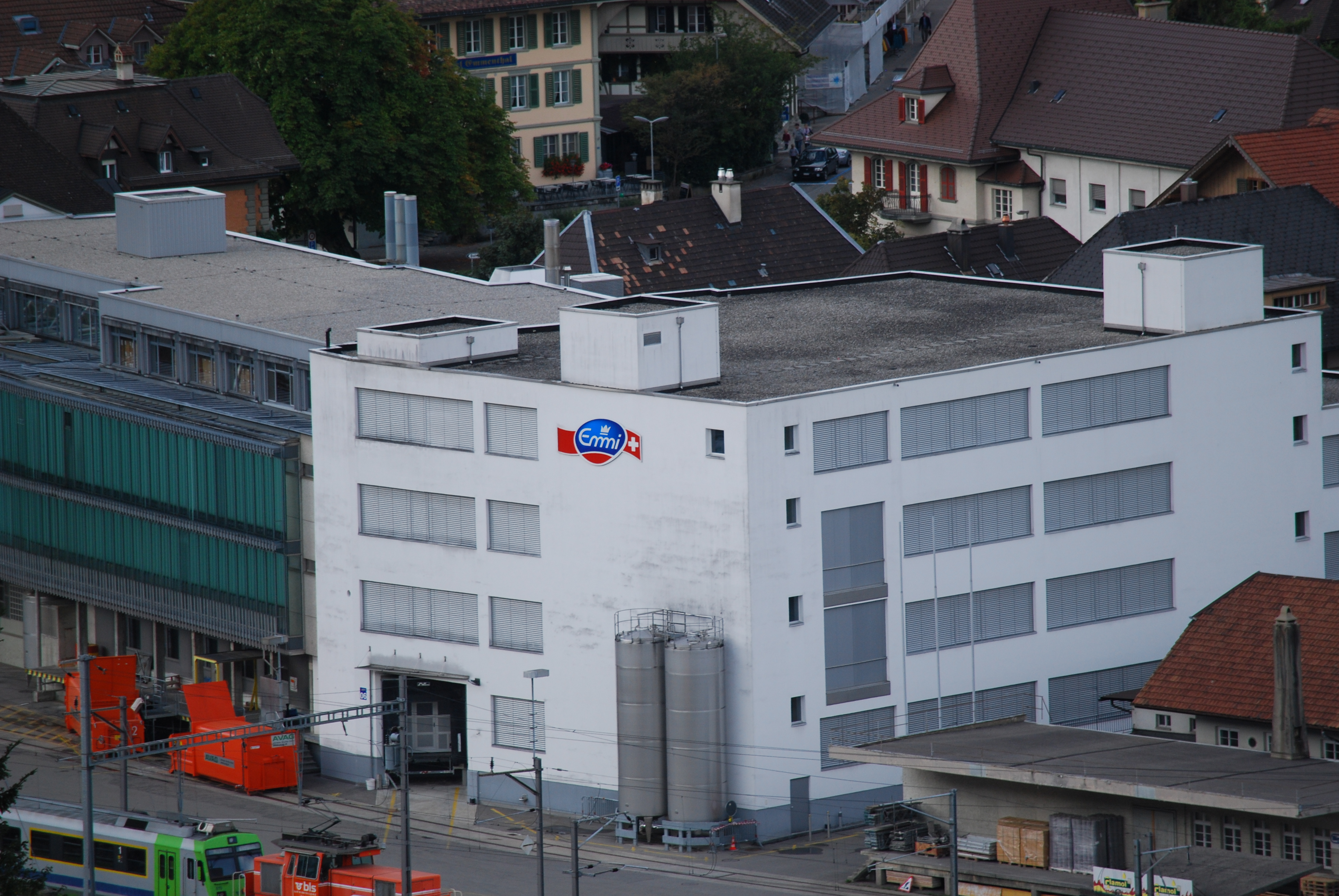
랑나우의 Emmi AG 공장

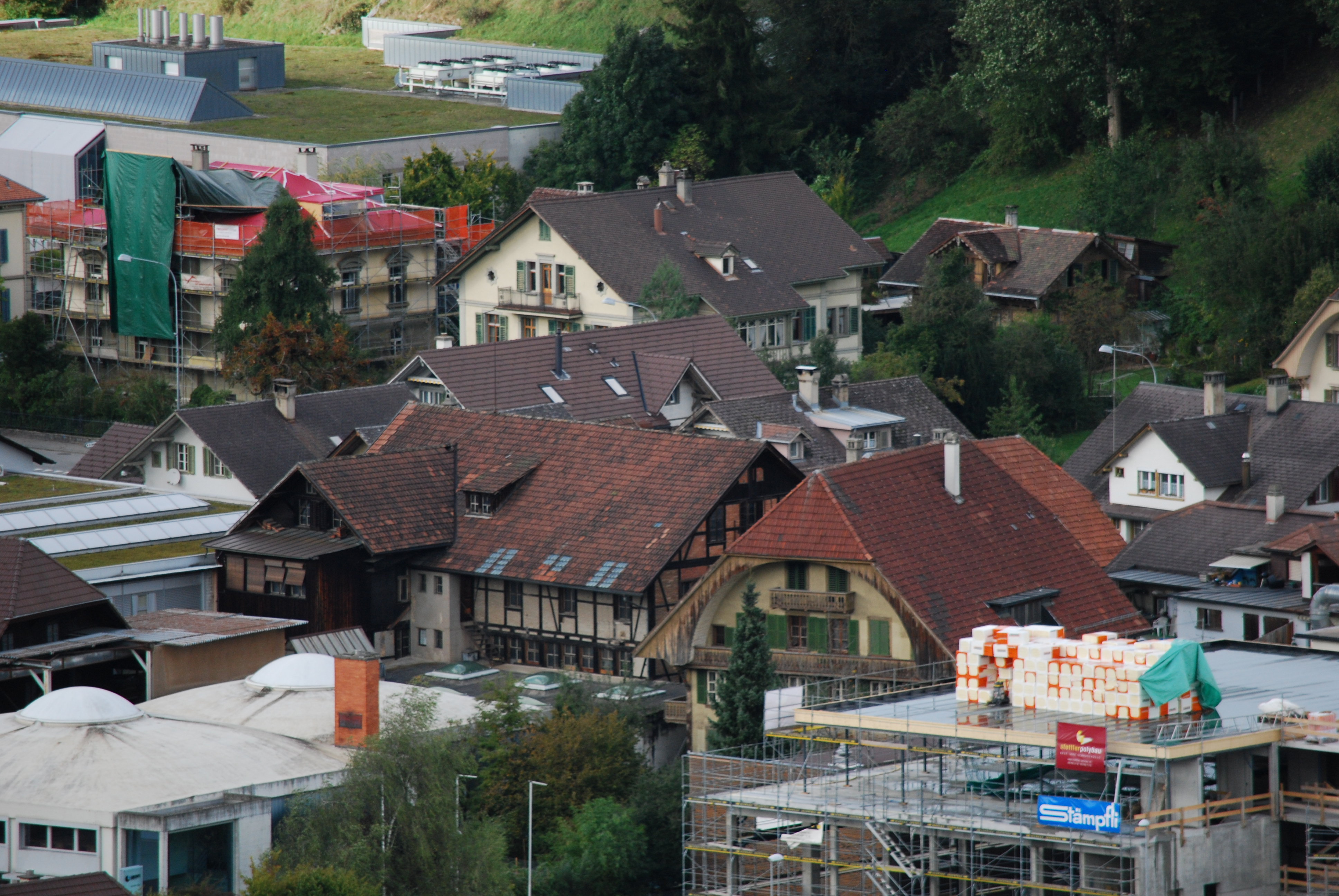
랑나우의 오래된 마을 중심가

2020년 12월 현재, 랑나우임에멘탈에는 9,262명의 인구가 있다. 2012년 기준인구의 6.3%는 거주 외국인이다. 지난 2년 (2010-2012) 사이에 인구는 0.8%의 비율로 변화했다. 이주는 0.4%를 차지했으며, 출생과 사망은 0.0%를 차지했다.
2000년 기준으로, 인구 대부분인 8,612명(94.1%)이 독일어를 모국어로 사용하고, 알바니아어는 두 번째로 일반적이며, 133명(1.5%), 이탈리아어는 세 번째 80명(0.9%)이다. 프랑스어를 사용하는 35명과 로만슈어를 사용하는 7명이 있다.
2008년 현재인구는 남성 48.1%, 여성 51.9%였다. 인구는 스위스 남성 4,053명(인구의 44.9%)과 스위스 남성이 아닌 비스위스계 남성 281명(3.1%)으로 구성되었다. 스위스 여성은 4,434명(49.2%), 비스위스계 여성은 249명(2.8%)이었다. 지자체의 인구 중 3,765명(약 41.2%)는 랑나우임에멘탈에서 태어났으며, 2000년에 거기에서 살았다. 같은 주에서 태어난 사람은 3,075명(33.6%)였으며, 987명(10.8%)는 스위스의 다른 곳에서 태어났으며, 759명(8.3%)은 스위스 외부 외국에서 태어났다.

2012년 현재 어린이와 청소년(0-19세)은 인구의 21.6%를 차지하고, 성인(20-64세)은 59.3%, 노인 (64세 이상)은 19.0%를 차지한다.
2000년 기준으로, 시정촌에서 4,033명이 독신이었고, 결혼하지 않았다. 4,082명의 기혼 개인, 690명의 미망인, 343명의 이혼한 사람이 있었다.
2010년 현재 1명으로 구성된 1,228 가구와 5명 이상의 280 가구가 있었다. 2000년 총 3,369개의 아파트 (전체의 88.8%)가 영구적으로 점유되었으며, 290개의 아파트 (7.6%)가 계절에 따라 점유되었고 137개의 아파트 (3.6%)가 비어있었다. 2012년 기준, 새로운 주택 단위의 건설 비율은 주민 1,000명당 4.2 개의 새로운 단위였다. 2013년 지자체의 공실률, 0.2%였다. 2011년 단독 주택은 지자체 전체 주택의 36.9%를 차지했다.

역사적 인구는 다음 도표에 나와 있다.

## 국가중요문화재
농장 집 뒤르스뤼티, 쉬에힐리 하우스 및 스위스 개혁 교회는 국가적으로 중요한 스위스 유산으로 등록되어 있다. 랑나우임에멘탈 전체 도시화 된 마을은 스위스 문화유산 인벤토리의 일부이다.

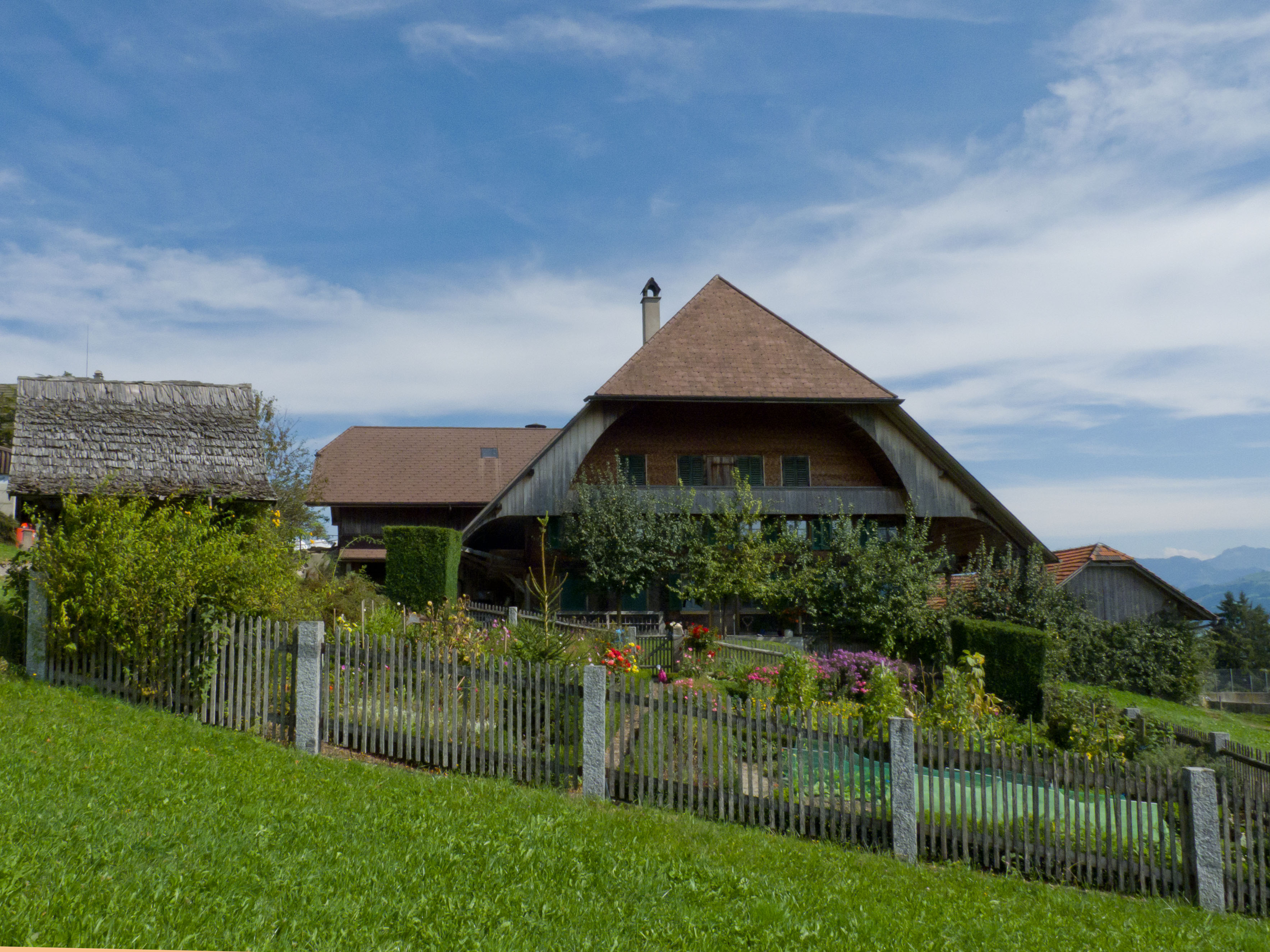
뒤르스뤼티 하우스
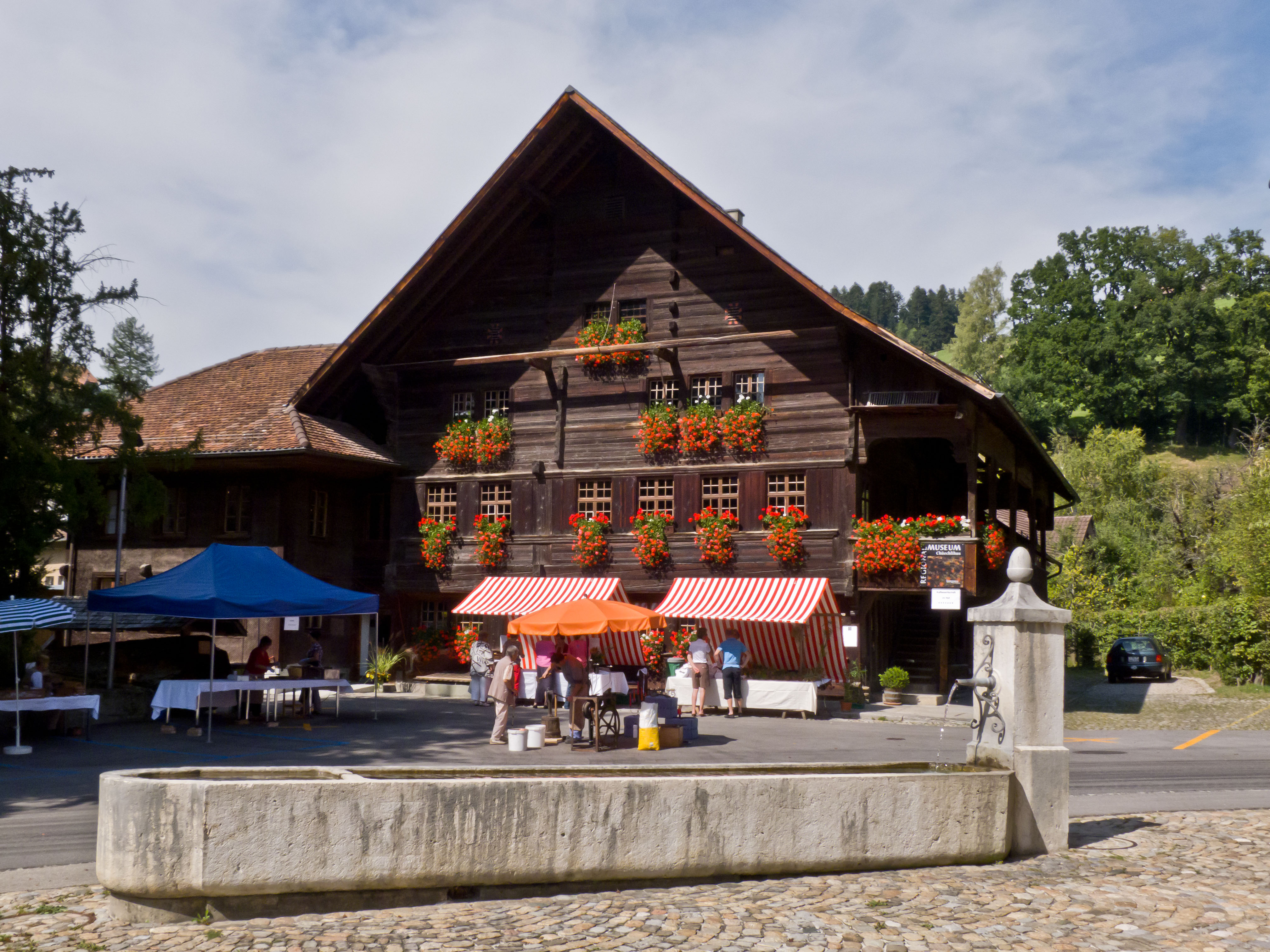
쉬에흘리후스 하우스와 마을 분수
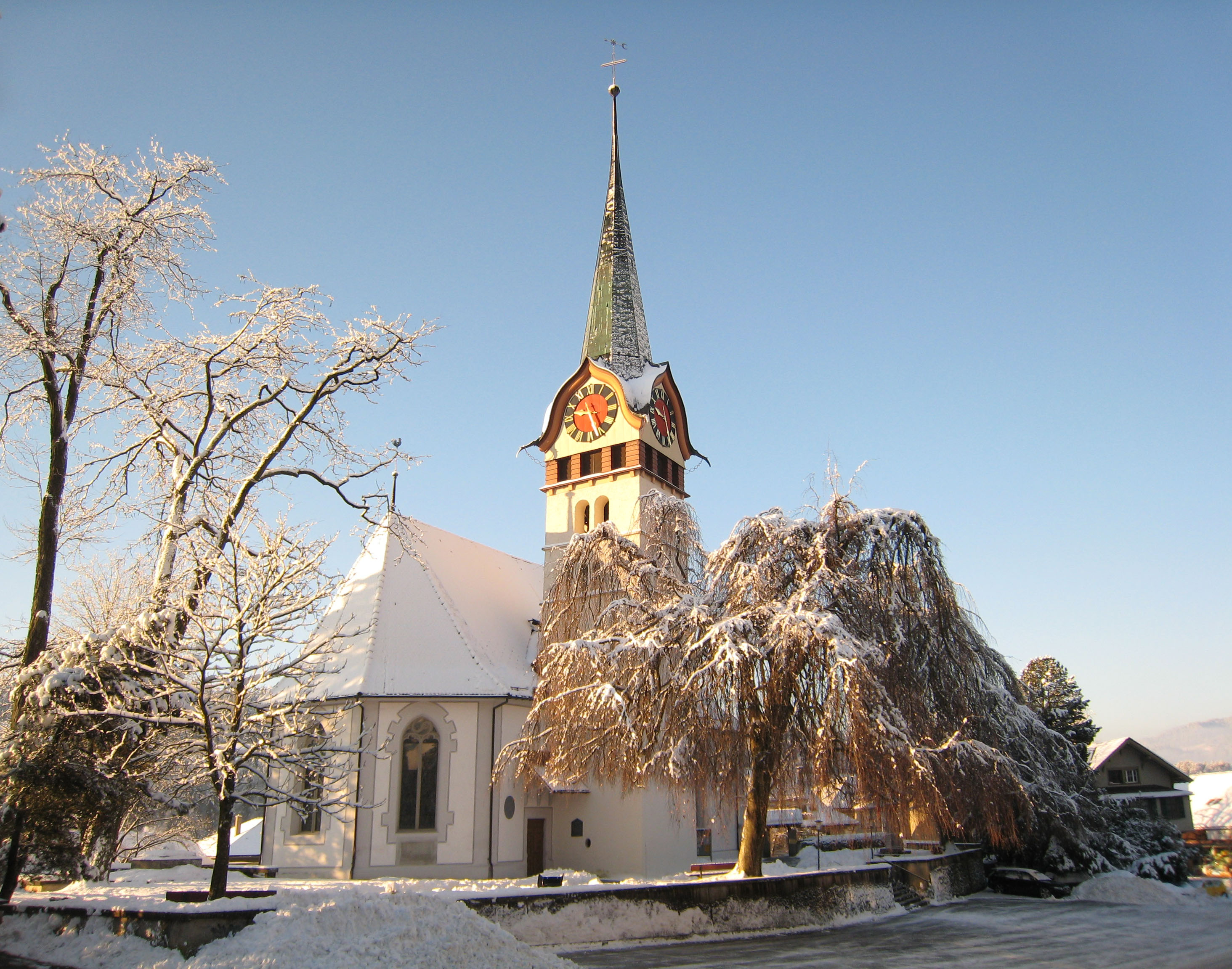
랑나우의 스위스 개혁 교회

## 문화
지역 박물관은 1600년 이전에 지어진 랑나우에서 가장 오래된 집에 보관되어 있다.
랑나우의 문화 행사 중에는 랑나우 재즈의 밤과 국제 만화 축제가 있다. 랑나우는 또한 일년에 여섯 번 시장을 확보했다.

## 정치
2011년 연방 선거에서 가장 인기 있는 정당은 31.0%의 득표율을 얻은 스위스 인민당(SVP)이었다. 다음으로 가장 인기 있는 정당은 사회민주당(SP)(19.9%), 보수민주당(BDP)(16.0%), 녹색당(9.5%)이었다. 연방 선거에서 총 3,502표가 투표되었고 유권자 투표율은 49.1%였다.

## 경제

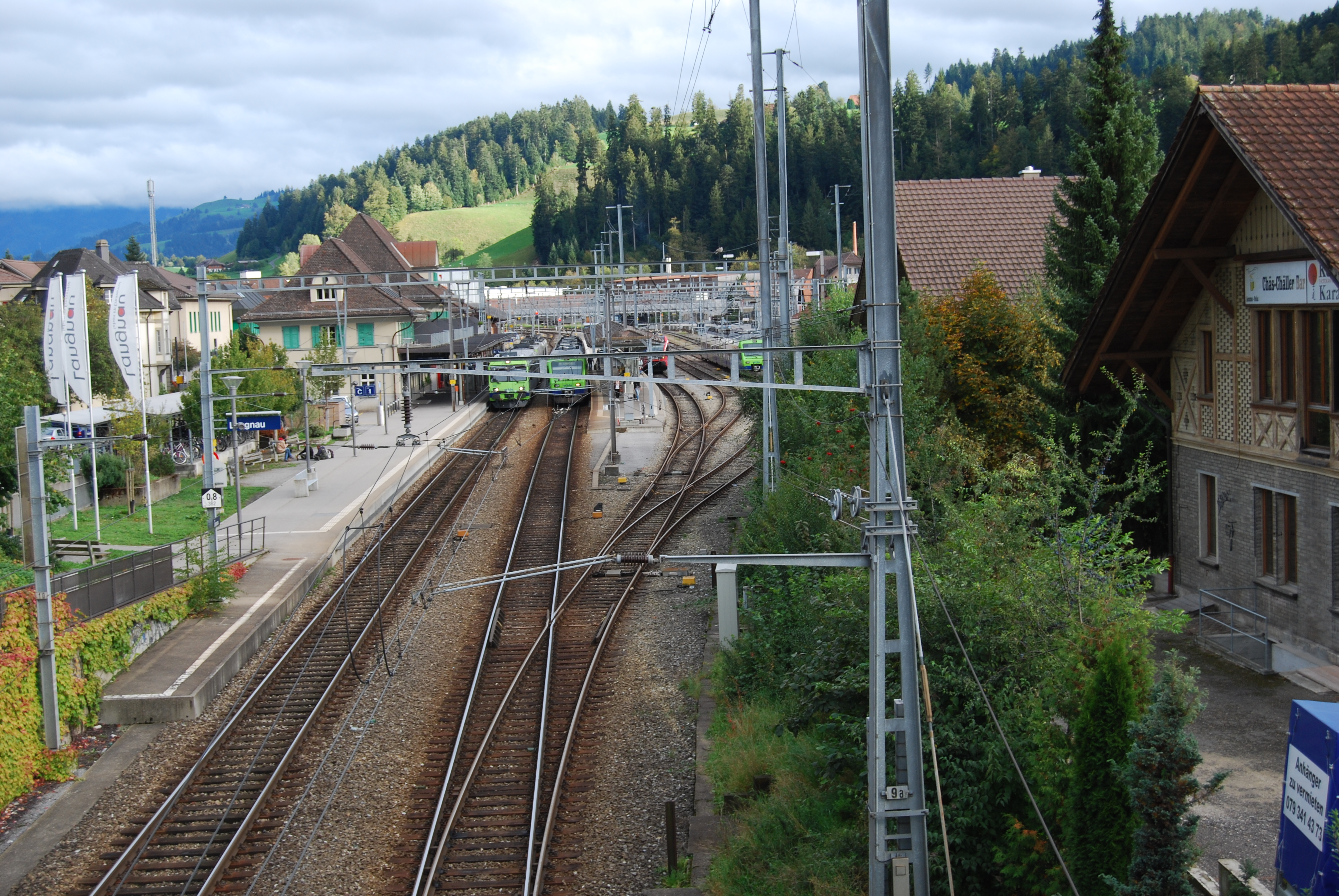
랑나우 철도역

랑나우의 경제는 제조, 무역, 관광 및 농업, 특히 낙농을 포함하여 광범위한 기반이다. 상업 부문은 농업과 임업, 목재 가공 회사, 신선하고 가공된 퐁듀 치즈 생산을 위한 공장, 현대 도살장이 있는 육류 가공 센터와 중소기업이 특징이다.
2011년 현재 랑나우임에멘탈은 실업률이 1.72%였다. 2011년 기준, 시정촌에 고용된 총 5,881명의 사람들이 있었다. 이 중 주요 경제 부문에 고용된 561명과 이 부문에 종사하는 약 181개의 비즈니스가 있었다. 1,525명이 중등 부문에 고용되었으며, 이 부문에는 126개의 비즈니스가 있었다. 3,795명이 3차 부문에 고용되었으며, 이 부문에는 477개의 사업체가 있다. 일부 수용력에 고용된 지자체의 4,587 거주자가 있었으며, 그중 여성은 노동력의 45.0%를 차지했다.
2008년 총 4,181개의 풀 타임 동등한 일자리가 있었다. 주요 부문의 일자리 수는 351개였으며, 그중 349개는 농업에 종사했으며, 2개는 임업 또는 목재 생산에 있었다. 2차부문의 일자리수는 1,281개로 그중 807개(63.0%)가 제조업에 종사하고, 442개(34.5%)가 건설 중이었다. 3차 부문의 일자리 수는 2,549개였다. 2차 부문에서 666개(26.1%)는 도소매 판매 또는 자동차 수리, 125개(4.9%)는 상품의 이동 및 보관, 135개(5.3%)는 호텔 또는 레스토랑, 46개(1.8%)는 정보 산업, 76개(3.0%)는 보험 또는 금융 산업, 131개(5.1%)는 기술 전문가 또는 과학자, 104개(4.1%)는 교육에 있었고 1,001개(39.3%)는 의료 분야에 있었다.
2000년 지자체로 통근한 근로자는 2,660명, 통근하는 근로자는 1,677명이었다. 지자체는 근로자의 순수입 지자체이며, 1명이 전출할 때마다 약 1.6명의 근로자가 시정촌에 전입한다. 총 2,910명의 근로자 (지자체의 총 5,570명 중 52.2%)가 랑나우임에멘탈에서 거주하고 일했다. 노동 인구의 16.9%는 대중교통을 사용하여 일하고, 40.1%는 개인 자동차를 사용했다.
2011년 랑나우임에멘탈이 150,000 CHF를 버는 두 자녀가 있는 결혼한 거주자의 평균 지방과 주정부 세율은 12.8%였으며, 미혼 거주자의 세율은 18.8%였다. 비교를 위해, 같은 해에 전체 광저우에 대한 평균 비율은 14.2%와 22.0%이었고, 전국 평균은 각각 12.3%와 21.1%이었다.
2009년에는 지자체에 총 3,950명의 납세자가 있었다. 그중 1,066개가 연간 75,000 CHF 이상을 벌었다. 연간 15,000명에서 20,000명 사이의 37명이 있었다. 가장 많은 수의 근로자인 1,089명이 연간 50,000 ~ 75,000 CHF를 벌었다. 랑나우임에멘탈 75,000 CHF 그룹의 평균 소득은 114,995 CHF였으며, 스위스 전역의 평균은 130,478 CHF였다.
2011년 인구의 총 3.5%가 정부로부터 직접 재정 지원을 받았다.

## 종교

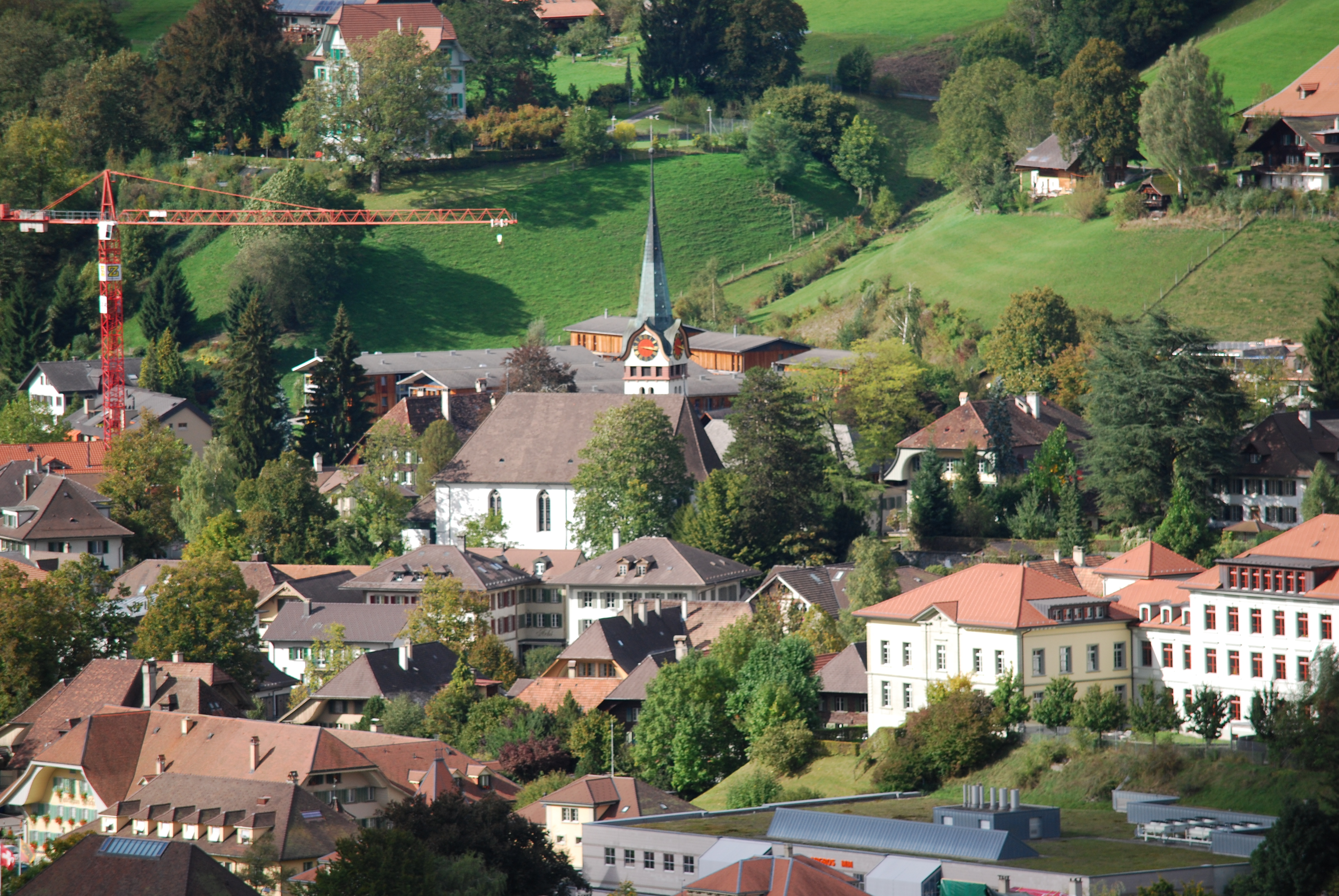
오래된 마을의 스위스 개혁 교회

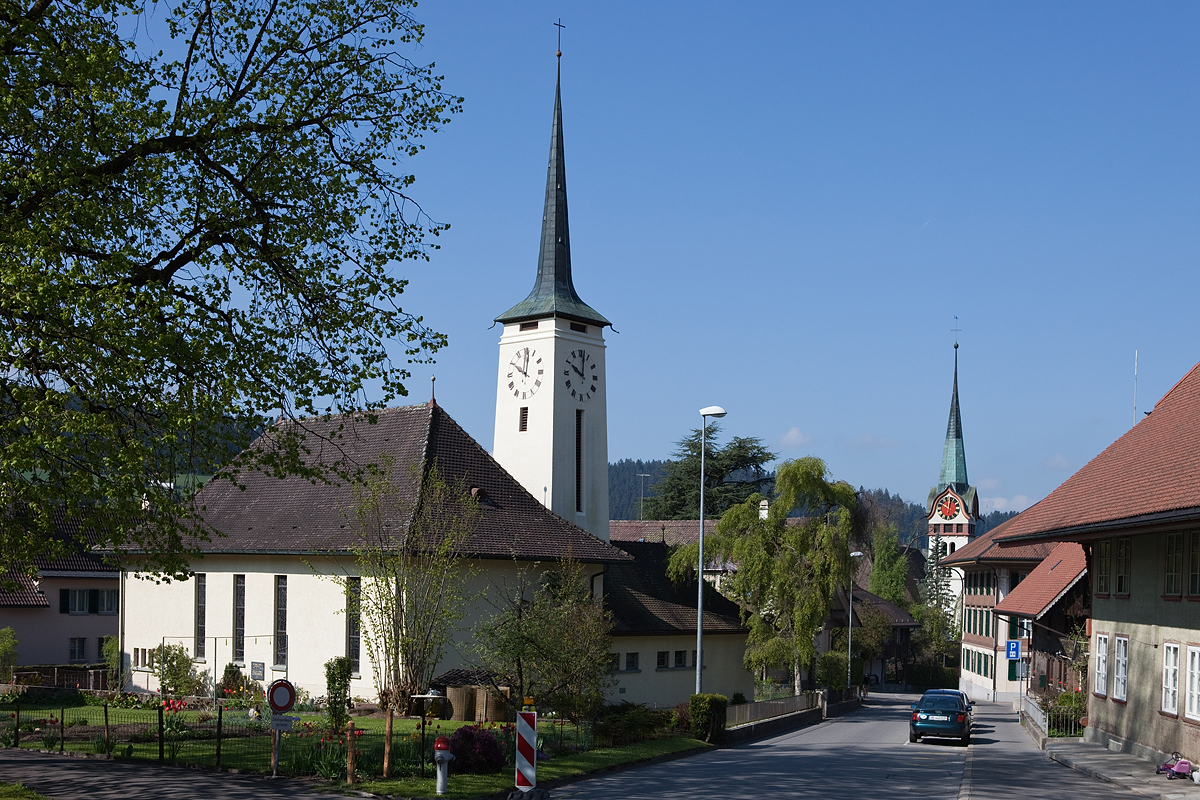
랑나우의 가톨릭 교회

2000년 인구 조사에서 6,774명(74.0%)는 스위스 개혁 교회에 속해 있었고 668명(7.3%)는 로마 카톨릭 신자였다. 나머지 인구 중 정교회 회원 수는 59명 (약 0.64%)이었고 기독교 가톨릭 교회에 속한 개인은 1명이었으며, 다른 기독교 교회에 속한 519명 (약 5.67%)이 있었다. 유대인인 8명(약 0.09%)과 무슬림인 265명(또는 인구의 약 2.90%)이 있었다. 불교 신자는 7명, 힌두교인은 136명, 다른 교회에 속한 사람은 6명이었다. 406명(약 4.44%)은 교회에 속하지 않았으며, 불가지론자이거나 무신론자이며, 299명 (약 3.27%)이 이 질문에 대답하지 않았다.

## 교육
랑나우임에멘탈에서는 인구의 약 54.8%가 비의무 고등교육을 이수했으며, 14.7%는 추가 고등교육 (대학 또는 응용학문대학)을 마쳤다. 인구 조사에 열거된 고등교육의 어떤 형태를 완료한 785명 중 73.8%는 스위스 남성, 20.0%는 스위스 여성, 4.1%는 비스위스계 남성, 2.2%는 비스위스계 여성이었다.
베른주의 학교 시스템은 비의무 유치원 1년을 제공하고 초등학교의 6년을 제공한다. 이것은 학생들이 능력과 적성에 따라 분리되는 의무적인 중등학교의 3년 후에 이어진다. 중등학교 이하의 학생들은 추가 교육을 받거나, 견습과정에 들어갈 수 있다.
2011-12학년도 동안 랑나우임에멘탈의 수업에 참석한 총 1,156명의 학생들이 있었다. 시정촌에는 총 155명의 학생이 있는 9개의 유치원 수업이 있었다. 유치원생 중 8.4%는 스위스의 영주권자 또는 임시 거주자 (시민이 아님)였으며, 18.7%는 교실 언어와 다른 모국어를 가지고 있다. 시정촌에는 27개의 초등 수업과 528명의 학생이 있다. 초등학생 중 7.6%는 스위스의 영주권자 또는 임시 거주자 (시민이 아님)였으며, 14.8%는 교실 언어와 다른 모국어를 가지고 있다. 같은 해 동안 19개의 중등 수업이 있었고 총 332명의 학생이 있다. 스위스의 영주권자 또는 임시 거주자(시민이 아님)는 9.6%였으며, 16.3%는 교실 언어와 다른 모국어를 가지고 있다. 나머지 학생들은 사립 또는 특수학교에 다닌다.
2000년 현재 지자체의 모든 학교에 다니는 총 1,370명의 학생들이 있었다. 그중 1,158명은 시정촌에서 거주하고 학교에 다녔으며, 212명의 학생들은 다른 지자체에서 왔다. 같은 해에 210명의 주민들이 시정촌 밖의 학교에 다녔다. 랑나우임에멘탈 출신의 총 2명의 학생들이 스위스 이외의 학교에 다녔다.
랑나우임에멘탈은 시립 랑나우 도서관의 본거지이다. 도서관에는 (2008년 현재) 21,478권의 서적 또는 기타 매체를 보유하고 있으며, 같은 해에 162,909개의 항목을 대출했다. 총 221일 동안 열렸으며, 그해 동안 주당 평균 25시간이 걸렸다.

## 기후
| 랑나우 i.E. (1991–2020)의 기후 | 랑나우 i.E. (1991–2020)의 기후 | 랑나우 i.E. (1991–2020)의 기후 | 랑나우 i.E. (1991–2020)의 기후 | 랑나우 i.E. (1991–2020)의 기후 | 랑나우 i.E. (1991–2020)의 기후 | 랑나우 i.E. (1991–2020)의 기후 | 랑나우 i.E. (1991–2020)의 기후 | 랑나우 i.E. (1991–2020)의 기후 | 랑나우 i.E. (1991–2020)의 기후 | 랑나우 i.E. (1991–2020)의 기후 | 랑나우 i.E. (1991–2020)의 기후 | 랑나우 i.E. (1991–2020)의 기후 | 랑나우 i.E. (1991–2020)의 기후 |
| 월                             | 1월                            | 2월                            | 3월                            | 4월                            | 5월                            | 6월                            | 7월                            | 8월                            | 9월                            | 10월                           | 11월                           | 12월                           | 연간                           |
| ------------------------------ | ------------------------------ | ------------------------------ | ------------------------------ | ------------------------------ | ------------------------------ | ------------------------------ | ------------------------------ | ------------------------------ | ------------------------------ | ------------------------------ | ------------------------------ | ------------------------------ | ------------------------------ |
| 일평균 최고 기온 °C (°F)       | 3.0 (37.4)                     | 4.6 (40.3)                     | 9.0 (48.2)                     | 12.9 (55.2)                    | 17.2 (63.0)                    | 21.0 (69.8)                    | 23.0 (73.4)                    | 22.6 (72.7)                    | 18.2 (64.8)                    | 13.5 (56.3)                    | 7.2 (45.0)                     | 3.5 (38.3)                     | 13.0 (55.4)                    |
| 일일 평균 기온 °C (°F)         | −0.6 (30.9)                    | 0.1 (32.2)                     | 4.0 (39.2)                     | 7.6 (45.7)                     | 11.7 (53.1)                    | 15.4 (59.7)                    | 17.1 (62.8)                    | 16.8 (62.2)                    | 12.9 (55.2)                    | 8.7 (47.7)                     | 3.4 (38.1)                     | 0.2 (32.4)                     | 8.1 (46.6)                     |
| 일평균 최저 기온 °C (°F)       | −3.9 (25.0)                    | −3.8 (25.2)                    | −0.6 (30.9)                    | 2.3 (36.1)                     | 6.4 (43.5)                     | 10.0 (50.0)                    | 11.7 (53.1)                    | 11.6 (52.9)                    | 8.2 (46.8)                     | 4.8 (40.6)                     | 0.1 (32.2)                     | −3.0 (26.6)                    | 3.7 (38.7)                     |
| 평균 강수량 mm (인치)          | 73 (2.9)                       | 70 (2.8)                       | 82 (3.2)                       | 96 (3.8)                       | 148 (5.8)                      | 154 (6.1)                      | 156 (6.1)                      | 154 (6.1)                      | 109 (4.3)                      | 94 (3.7)                       | 84 (3.3)                       | 92 (3.6)                       | 1,312 (51.7)                   |
| 평균 강설량 cm (인치)          | 26 (10)                        | 29 (11)                        | 14 (5.5)                       | 7 (2.8)                        | 0 (0)                          | 0 (0)                          | 0 (0)                          | 0 (0)                          | 0 (0)                          | 2 (0.8)                        | 10 (3.9)                       | 27 (11)                        | 115 (45)                       |
| 평균 강수일수 (≥ 1.0 mm)       | 10.7                           | 10.0                           | 11.3                           | 11.4                           | 13.6                           | 13.5                           | 13.0                           | 12.1                           | 10.3                           | 10.9                           | 10.9                           | 11.9                           | 139.6                          |
| 평균 강설일수 (≥ 1.0 cm)       | 4.6                            | 5.0                            | 2.9                            | 1.4                            | 0.0                            | 0.0                            | 0.0                            | 0.0                            | 0.0                            | 0.1                            | 2.1                            | 4.6                            | 20.7                           |
| 평균 상대 습도 (%)             | 86                             | 84                             | 78                             | 76                             | 77                             | 75                             | 75                             | 77                             | 82                             | 86                             | 89                             | 88                             | 81                             |
| 출처: MeteoSwiss               |                                |                                |                                |                                |                                |                                |                                |                                |                                |                                |                                |                                |                                |

## 교통
랑나우역은 베른-루체른선 철도 노선에 있다.
10번 주요 도로(베른–루체른 근처 무리 지방), 주요 도로 243번은 랑나우와 람자이를 연결하며, 여기서부터 부르크도르프로 가는 도로가 연결된다. 가장 가까운 고속도로 교차로는 베른 근처의 무리(Muri)(28km)와 부르크도르프(Burgdorf) 근처의 리자흐(Lyssach, 26km)이다.

## 스포츠
랑나우는 스위스 전역에서 하키 도시로 알려져 있으며, 내셔널 리그 (NL)에서 뛰는 SCL 타이거스의 본거지이다. 그들은 일피스 스타디움에서 홈 게임을 한다. 그들은 수도에서 30km 떨어진 SC 베른과 경쟁하고 있다.